# Can Freixes (Sant Just Desvern)
Can Freixes és un edifici del municipi de Sant Just Desvern (Baix Llobregat) que forma part de l'Inventari del Patrimoni Arquitectònic de Catalunya.

## Descripció
És una masia de planta baixa, pis i golfes que, amb coberta a dues aigües, vessa a les façanes laterals. Posseeix un afegit a l'esquerra de la façana principal que té el portal dovellat.

## Història
El 1709 fou comprada pels Pares Carmelitans calçats del Convent del Carme de Barcelona, els quals la convertiren en casa de salut per als religiosos malalts. A finals del segle xviii prengué el nom actual. En el decurs d'aquest segle s'han fet reformes per transformar-la en casa de pisos de lloguer, perdent el seu caire de casa pairal.